# العلاقات البحرينية الفيتنامية
العلاقات البحرينية الفيتنامية هي العلاقات الثنائية التي تجمع بين البحرين وفيتنام.

## مقارنة بين البلدين
هذه مقارنة عامة ومرجعية للدولتين:
| وجه المقارنة                                              | البحرين       | فيتنام           |
| --------------------------------------------------------- | ------------- | ---------------- |
| المساحة (كم2)                                             | 765           | 331.69 ألف       |
| عدد السكان (نسمة)                                         | 1.49 مليون    | 94.66 مليون      |
| الكثافة السكانية (ن./كم²)                                 | 194.77 ألف    | 285.39           |
| العاصمة                                                   | المنامة       | هانوي            |
| اللغة الرسمية                                             | اللغة العربية | اللغة الفيتنامية |
| العملة                                                    | دينار بحريني  | دونغ فيتنامي     |
| الناتج المحلي الإجمالي (بليون دولار)                      | 35.31 مليار   | 234.19 مليار     |
| الناتج المحلي الإجمالي (تعادل القوة الشرائية) بليون دولار | 64.16 مليار   | 553.42 مليار     |
| الناتج المحلي الإجمالي الاسمي للفرد دولار أمريكي          | 22.60 ألف     | 2.48 ألف         |
| الناتج المحلي الإجمالي للفرد دولار أمريكي                 | 45.50 ألف     | 5.63 ألف         |
| مؤشر التنمية البشرية                                      | 0.824         | 0.666            |
| رمز المكالمات الدولي                                      | +973          | +84              |
| رمز الإنترنت                                              | .bh           | .vn              |
| المنطقة الزمنية                                           | ت ع م+03:00   | ت ع م+07:00      |

## منظمات دولية مشتركة
يشترك البلدان في عضوية مجموعة من المنظمات الدولية، منها:
| علم المنظمة | اسم المنظمة                        | تاريخ انضمام البحرين | تاريخ انضمام فيتنام |
| ----------- | ---------------------------------- | -------------------- | ------------------- |
|             | يونسكو                             | 18 يناير 1972        | 6 يوليو 1951        |
|             | وكالة ضمان الاستثمار متعدد الأطراف | 12 أبريل 1988        | 5 أكتوبر 1994       |
|             | الأمم المتحدة                      | 21 سبتمبر 1971       | 20 سبتمبر 1977      |
|             | الفريق المعني برصد الأرض           | ?                    | ?                   |
|             | الاتحاد البريدي العالمي            | ?                    | ?                   |
|             | البنك الدولي للإنشاء والتعمير      | 15 سبتمبر 1972       | 21 سبتمبر 1956      |
|             | المنظمة الهيدروغرافية الدولية      | ?                    | ?                   |
|             | الاتحاد الدولي للاتصالات           | 1975                 | 24 سبتمبر 1951      |
|             | منظمة حظر الأسلحة الكيميائية       | ?                    | ?                   |
|             | مؤسسة التمويل الدولية              | 22 سبتمبر 1995       | 4 أغسطس 1967        |
|             | منظمة التجارة العالمية             | ?                    | 11 يناير 2007       |
|             | منظمة الشرطة الجنائية الدولية      | ?                    | ?                   |

## وصلات خارجية
- موقع وزارة الخارجية البحرينية
- موقع وزارة الخارجية الفيتنامية